# خراش (فیلم ۲۰۰۸)
خراش (به لهستانی: Rysa) یک فیلم درام لهستانی است به کارگردانی میخاو روسا که در سال ۲۰۰۸ منتشر شد. از بازیگران آن می‌توان به آنا اوبرتس و یادویگا یانکوفسکا-چشلاک و کینگا پرایس اشاره کرد.